# Veia esplênica
Na anatomia, a veia esplênica (português brasileiro) ou veia esplénica (português europeu) (no passado chamada de veia lienal) é um vaso sanguíneo que drena sangue do baço.
Se une com a veia mesentérica superior, para formar a veia porta e segue um curso superior ao pâncreas, próximo de sua artéria, a artéria esplênica.
Ela coleta ramos do estômago e pâncreas e mais notavelmente do intestino grosso, o qual é drenado pela veia mesentérica inferior e se une à veia esplênica antes de formar a veia porta.

## Imagens adicionais

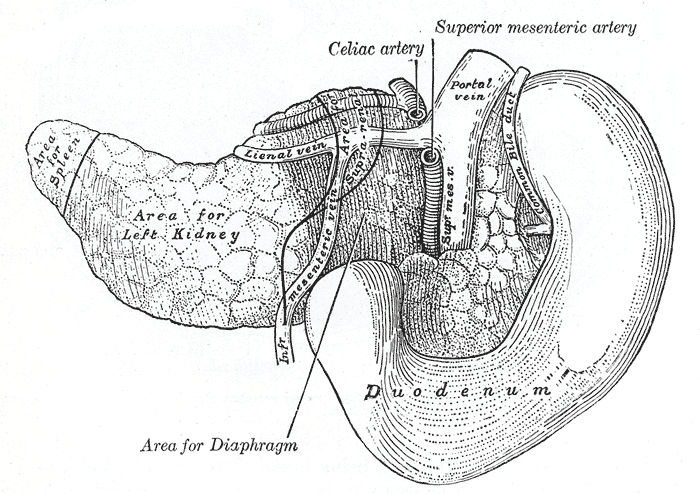
O pâncreas e o duodeno vistos de trás.